# 上奥普格
上奥普格（德語：Oberoppurg）是德国图林根州的一个市镇。总面积5.03平方公里，总人口169人，其中男性83人，女性86人（2011年12月31日），人口密度34人/平方公里。